# Chikkallur, Sakleshpur
Chikkallur là một làng thuộc tehsil Sakleshpur, huyện Hassan, bang Karnataka, Ấn Độ.